# Anselmo di Laon
Anselmo di Laon (Anselmus Laudunensis) (Laon, 1050 circa – Laon, 1117) è stato un filosofo e teologo francese.

## Biografia
Nato da un'umile famiglia di Laon, fu allievo di san Bruno di Colonia, capo della Scuola di Reims, poi
avrebbe studiato anche sotto Anselmo d'Aosta nell'abbazia del Bec e Manegoldo di Lautenbach.
Intorno al 1076 cominciò a insegnare con successo a Parigi, dove, come Guglielmo di Champeaux, si pose fra i realisti contro i nominalisti nell'ambito della disputa sugli universali. Passato alla Scuola di Laon nel 1090 circa, vi rimase fino alla morte e la diresse insieme al fratello Rodolfo; quella scuola di teologia divenne una delle più note in Europa. Vi attrasse Guglielmo di Champeaux, Gilberto Porretano e Abelardo, ormai trentenne affermato maestro di retorica, che presto ne fu espulso. Abelardo riferì che Anselmo era venerato dal suo auditorio per la sua loquacità, ma che non insegnava nulla che non potesse essere già preso studiando i libri. Le testimonianze sopravvissute di questa scuola avvalorano tale tesi: al suo interno le aree più speculative della teologia cristiana, come la Trinità e la persona di Cristo, furono ampiamente ignorate a favore di argomenti più pratici, come la valutazione dell'esperienza morale e dei sacramenti, e di argomenti storico-biblici come la creazione, la caduta e la redenzione.
Fu anche cancelliere dal 1109 e arcidiacono di Laon dal 1115. Gli furono offerti diversi episcopati, tra cui quello di Laon stessa, che rifiutò puntualmente, conservando la cattedra fino alla morte.
Il Liber Pancrisi (ca 1120) lo considera uno dei tre maggiori maestri moderni, insieme con Ivo di Chartres e Guglielmo di Champeaux.
Fu sepolto nell'Abbazia di san Vincenzo di Laon.

## Opere
Le sue opere più notevoli sono un commento all'intera Bibbia latina, Glossa interlinearis in universum Testamentum, che fu una delle maggiori opere esegetiche del Medioevo insieme alla Glossa ordinaria e alla Catena aurea (Basilea 1502 e 1508; Anversa 1634, e in Patrol. Lat., CLXII, col. 1187 segg.),  e le Sententiae seu flores sententiarum, brevi risposte a quesiti teologici e giuridici, di grande importanza per la storia del metodo scolastico come una delle prime collezioni del genere, che servì di modello anche ad Abelardo, Roberto di Melun e Pietro Lombardo. La sua opera fu influenzata dalla filosofia di Giovanni Scoto Eriugena.
Presentò un sistematizzazione della teologia che fu poi presa come riferimento dai trattati teologici successivi. Lo schema seguito è, secondo la descrizione di M. de Wolf, il seguente:
- Dio in se stesso;
- la Trinità;
- Dio creatore e la sua opera;
- Dio redentore.

A ciò si aggiunge la trattazione del problema della creazione e dell'uomo al suo interno.
Scrisse poi delle Epistolae (una Epistola d H. abbatem S. Laurentii Leodiensis), delle Omelie, e delle Enarrationes sul Cantico dei cantici, su Matteo e sull'Apocalisse: queste ultime pubblicate fra le opere di S. Anselmo d'Aosta.
L'Archivio digitale della cultura medievale così presenta le sue opere:
Opera dubia: 1) Epistola de corpore et sanguine Domini; 2) Glossa interlinearis in universum Testamentum; 3) Sententiae seu flores Sententiarum; 4) Sermones; 5) Commentaria in Librum Cantici canticorum, Evangelium secundum Mattheum et Iohannem, Epistolas Pauli, librum Apocalypsis. Glossa ordinaria, diu Walafrido Straboni (n. 808/809, m. 18-8-849) tributa, re vera ab Anselmo Laudunensi scholastico, Radulpho Laudunensi (m. 1131/1138) et Gilberto Universali (m. 12-8-1134) conscripta est. A quibusdam codicibus necnon doctis viris ei tributae sunt etiam Gratiadei (v. 1102-1126) Glosulae epistolarum Pauli (cfr. Ingegno Difficoltà filologiche 154-156).

## Recezione delle opere.
L'opera più importante di Anselmo è una glossa interlineare sulle Scritture, continuata dopo la sua morte da altri, come Gilberto Porretano, la quale intendeva rappresentare un modo nuovo di insegnamento e il primo tentativo di analizzare e sistemare l'interpretazione biblica. Il tema fu adottato ed esteso da Ugo di San Vittore, Pietro Lombardo e Tommaso d'Aquino, per dare una sorta di manuale teologico
Altri commenti, che potrebbero essere di Anselmo, sono stati variamente attribuiti, in particolare al più noto Anselmo d'Aosta.